# 5780 Лафонтен
5780 Лафонтен (5780 Lafontaine) — астероїд головного поясу, відкритий 2 березня 1990 року.
Тіссеранів параметр щодо Юпітера — 3,127.